# Riera dels Plans
La Riera dels Plans és un corrent fluvial afluent per la dreta de la Riera de Salo, al Bages. El curs de la Riera dels Plans transcorre íntegrament pel terme municipal de Sant Mateu de Bages. La xarxa hidrogràfica de la Riera dels Plans està constituïda per 10 cursos fluvials que sumen una longitud total de 8.121 m. El conjunt de la seva xarxa hidrogràfica transcorre íntegrament pel terme municipal de Sant Mateu de Bages.